# Zhuge Liang

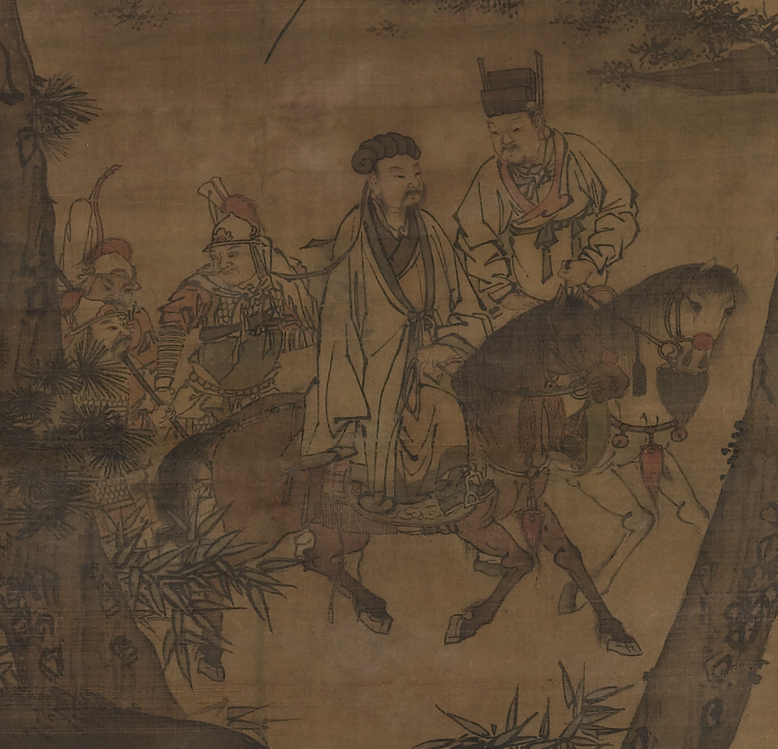
„Kongming (Mitte) verlässt die Berge“ – Gemäldeausschnitt aus der Ming-Zeit (1368 bis 1644)

Zhuge Liang (chinesisch 諸葛亮 / 诸葛亮, Pinyin Zhūgě Liàng, IPA (hochchinesisch) [d̥ʐ̥u5 ɡ̊ɤ214 li̯ɑŋ51], Jyutping Zyu1got3 Loeng6, * 181; † 234, Vorname (Míng) Liàng – 亮, Großjährigkeitsname (Zì) Kǒngmíng – 孔明, Ehrenname (Hào) Wòlóng – 臥龍 / 卧龙 – „schlafender Drache“ bzw. Fúlóng 伏龍 / 伏龙 – „verborgener Drache“), war ein Politiker, Stratege, Essayist und Erfinder zur Zeit der drei Reiche (208–280) im alten China. Aufgrund seiner Leistungen im militärischen Bereich gab man ihm respektvoll den Titel Zhūgě Wǔhóu – 諸葛武侯 / 诸葛武侯 – „Zhūgě – Fürst der Kriegskunst“

## Leben
Am Ende der Han-Dynastie zerfiel die Macht des Kaisers. Viele Warlords teilten das Land auf. Liu Bei, der von sich behauptete, ein entfernter Verwandter der Han-Kaiserfamilie zu sein und bis dahin eher ein Spielball der Warlords war, hörte von Zhuge Liangs Intellekt. Er suchte trotz seiner höheren gesellschaftlichen Stellung Zhuge Liang dreimal auf seinem Bauernhof auf, um ihn dazu zu bewegen, sein Berater zu werden.
Zhuge Liang konnte auf seiner ersten diplomatischen Mission Sun Quan, der sich des Landes südlich des Jangtsekiang Flusses bemächtigt hatte, dazu bewegen, ein Bündnis mit Liu Bei einzugehen, so dass sie gemeinsam Cao Cao, der bis dahin Nordchina unter sich vereinen konnte und den Kaiser als Marionette benutzte, in der Schlacht am Roten Felsen (赤壁之战) 208 schlagen konnten.
Danach eroberte Liu Bei – auf Rat von Zhuge Liang – die Provinz Sichuan, die durch ihre gebirgige Umgebung schwer einzunehmen war. Damit etablierten sich die drei Königreiche der Wei-Dynastie, der Shu Han (auch Spätere-Han-Dynastie genannt) und der Wu-Dynastie.
Zhuge Liang versuchte durch Taktiken, Diplomatie und Politik, die Minderheiten an der Grenze des Landes für sich zu gewinnen, das eher schwächliche Land aufzubauen und führte sechs vergebliche Nördliche Expeditionen, um China für die Shu-Dynastie zu erobern. Auf dem letzten dieser Feldzüge starb er 234 – vermutlich kurz vor oder in der Schlacht auf der Wu-Zhang-Ebene – an einer schweren Krankheit.
In China wurde Zhuge Liang der Status einer Gottheit eingeräumt. Für das Volk gilt er als ein besonders weiser Mann, der volksnah und korruptionsfrei blieb, auch als er Kanzler seines Landes wurde. Sein Name gilt als Synonym für einen genialen Taktiker. Die Verehrung für ihn ist so groß, dass er mit seinem Herrn, Liu Bei, in ein und demselben Tempel verehrt wird, welcher im Volksmund seinen Namen trägt.
Auf seinen Feldzügen schrieb er zwei berühmte Berichte, die in China in den Schulen Pflichtlektüre für Altchinesisch sind. Während seiner Feldzüge erfand er einige Vorrichtungen, zum Beispiel einen kleinen, von einer Kerze getriebenen, als Signal benutzten Heißluftballon, der bis heute in China als Kongming-Laterne bzw. Himmelslaterne genannt wird, oder die Zhuge-Armbrust, eine Armbrustvorrichtung (genauer: Repetierarmbrust), mit der mehrere Bolzen gleichzeitig abgeschossen werden konnten.
Die Geschichten um Zhuge Liang, Cao Cao, Liu Bei und anderen sind Bestandteil der in China sehr bekannten 36 Strategeme, einer chinesischen Sammlung von historischen Taktiken und Täuschungen.

## Rezeption
Die historische Persönlichkeit Zhuge Liang (Großjährigkeitsname (Zì): Kongming) ist heute weiterhin aktuell und präsent in der Populärkultur. So beispielsweise in der fiktiven japanischen Manga-Geschichte Ya Boy Kongming! (jap. パリピ孔明 Paripi Kōmei) von 2019 bzw. deren Anime-Adaption von 2022.